# Gordon Willey
Gordon Randolph Willey (7 de marzo de 1913 – 28 de abril de 2002), fue un arqueólogo estadounidense reconocido por sus trabajos en yacimientos arqueológios de Mesoamérica y Sudamérica, así como en el sur de los Estados Unidos de América. Fue uno de los principales actores en la arqueológía americana durante el siglo XX y calificado por sus pares como el decano de la arqueología del Nuevo Mundo.

## Datos biográficos
Nació en 1913 en el pequeño poblado de Chariton, en Iowa. Cuando contaba con doce años, su familia se trasladó a California, habiendo completado su educación secundaria en Long Beach.
Willey obtuvo su grado de bachiller y la maestría de la Universidad de Arizona, esta última en 1936. Se especializó en antropología. Sus primeros trabajos como arqueólogo los realizó en Macon (Georgia) habiendo trabajado bajo la supervisión de Arthur R. Kelley.
Durante su trabajo en Georgia, Willey, en colaboración con James A. Ford, ayudó a desarrollar un método estratigráfico para cerámica cuya aplicación era novedosa en la zona donde trabajaba. También se desempeñó en el sitio histórico de Kasita. 
En 1938, Willey publicó un trabajo titulado Estudios del tiempo: Cerámica y árboles en Georgia ("Time Studies: Pottery and Trees in Georgia.") cuyo contenido fue novedoso para los especialistas. Durante 1939, trabajó en Lamar cercano a Macon y logró identificar relaciones entre tal sitio arqueológico, la cultura de Swift Creek y los yacimientos de Napier.
Más tarde en el mismo año de 1939, ingresó a la Universidad de Columbia para iniciar su doctorado. Fue después de obtener tal grado universitario que se incorporó como antropólogo al Instituto Smithsonian en Washington D. C., de donde partió hacia la Universidad de Harvard para desempeñarse como profesor de tiempo completo.
Participó en expediciones arqueológicas en Perú, Panamá, Nicaragua, Belice y Honduras.

## Reconocimientos
Entre muchos reconocimientos que recibió durante su carrera, a Willey le otorgaron en 1973 la Medalla de Oro del Instituto Americano de Arqueología, en mérito a sus logros en la especialidad.
Fue también reconocido como un teórico importante de la arqueológía del Nuevo Mundo, sobre todo por sus estudios sobre el modelo de los asentamientos de las sociedades nativas del continente americano. 

## Obra
Escribió diversas obras sobre teoría de la arqueología y antropología de los Estados Unidos. Sobresale la publicación en 1958 de Method and Theory in American Archeology que realizó en coautoría con Philip Phillips et al.
Una de los libros más conocidos fue el que publicó en 1953, titulado en inglés Prehistoric Settlement Patterns in the Viru Valley, Peru (Modelos de asentamientos prehistóricos en el Valle del Río Virú en el Perú), que generó un enorme interés profesional porque teorizó sobre la forma en que se fueron dando los asentamientos prehistóricos en la América y que fue un hito en la que se consideró, durante la segunda mitad del siglo XX, la llamada Arqueología procesual o Nueva Arqueología, y que tuvo la característica de enfocar los estudios de las cronologías arqueológicas más en la cerámica encontrada fuera de las zonas urbanas de los grandes yacimientos, esto es en las áreas periféricas de tales yacimientos, que en aquellos vestigios encontrados dentro de los centros urbanos.
También escribió sobre la cultura maya Maya archaeology and ethnohistory (1978) y algunos le consideran por este libro, un reconocido mayista.